# Scouting for Girls (musikalbum)
Scouting for Girls är det brittiska indiepopbandet Scouting for Girls debutalbum, släppt 20 september 2007. Från albumet kommer singlarna "She's so lovely" (2007), "Elvis aint dead" (2007), "Heartbeat" (2008), "It's not about you" (2008), "I wish I was James Bond" (2008) och "Keep on walking" (EP, 2009). Albumet nådde förstaplatsen på den brittiska albumlistan.

## Låtlista
Alla låtar är skrivna och komponerade av Roy Stride. 
| Nr  | Titel                   | Längd |
| --- | ----------------------- | ----- |
| 1.  | Keep on Walking         | 3:37  |
| 2.  | She's So Lovely         | 3:43  |
| 3.  | It's Not About You      | 4:12  |
| 4.  | The Airplane Song       | 4:20  |
| 5.  | Heartbeat               | 2:55  |
| 6.  | Elvis Ain't Dead        | 3:49  |
| 7.  | I'm Not Over You        | 3:24  |
| 8.  | I Need a Holiday        | 3:21  |
| 9.  | The Mountains of Navaho | 3:21  |
| 10. | I Wish I Was James Bond | 3:15  |